# 金融創新指數
金融創新指數（英語：Financial Innovation Index，也稱為FII）依據整體金融環境及銀行業資料編製，除觀察台灣金融創新發展現況，並持續以指數編製方式進行追蹤分析，可觀察出台灣金融業創新程度之消長與趨勢之變化。

## 內容
由台灣金融研訓院編製，於2016年首次發布，其後依據專家學者意見對指數編製方式小幅修改，進行消費者調查，並將結果納入指數組成內容，反映的面向更臻完備，指數組成內容包括三大子項：(1)投入面指數，(2)產出面指數，(3)金融創新問卷，內含若干次級指標：
- 第一子項「投入面指數」：內含六項次級指標，分別是「制度環境」、「人力資源員工訓練」、「研究與發展」、「基礎網路設施」、「市場成熟度」、「國際化程度」，採計國際機構發布之重要指標，及我國政府與銀行業者公布之數據。
- 第二子項「產出面指數」：內含六項次級指標，分別是「行動金融」、「雲端服務」、「大數據」、「生物辨識」、「區塊鏈」、「其他金融業務創新」。利用文字探勘技術，萃取過去三年各家銀行之創新事件，委請金融專家針對創新事件逐項評分後加總而得。產出面的次級指標項目將不定期邀集專家學者檢討調整，以因應最新的創新趨勢。
- 第三子項「金融創新問卷」：問卷分為兩類，「高階經理人問卷」由金融機構之高階經理人依據其專業觀察填答，反映金融業者對金融創新的整體環境、關鍵因素及核心價值之看法；「消費者問卷」則針對消費者詢答，反映金融機構之(潛在)客戶對金融創新發展之體驗與印象。

## 資料組成
量化統計資料與新聞文本資料：分成投入與產出兩大構面，各為六項支柱。其中投入面皆為量化統計資料；產出面則包含兩種資料類型，並應用文字探勘技術萃取新聞文本中金融業之創新樣態。
質性問卷：分成三大構面(政策面、業者面與客戶面)，細分八大面向。政策環境、作業流程創新、行銷與通路創新、創新技術人才招募與培、產品研發與業務創新、風險評估與避險技術創新、經營策略創新、客戶需求面
量化問卷：針對金融業者在數位金融業務發展之經營成果進行問卷詢答。

## 編製方法
數擷取國際知名之全球創新指數及全球金融中心指數之編製精神，以投入面、產出面與金融業高階經理人的問卷為指數組成成份。將上述三項組成成份所得之分數標準化後加權平均，以2016年第二季為基期(指數訂為100)計算而得，即得金融創新指數；除了針對金融產業所編製的「金融創新指數」外，針對個別銀行機構亦編製了「銀行機構創新指數」，係針對各家銀行，加權平均上述前二大子項評分而得，此一數值之意義在反映各家銀行之創新現況。

## 指數之意涵
- 觀察台灣金融創新發展現況，並將持續以指數編製方式進行追蹤分析，協助政策單位掌握金融創新之趨勢，提供銀行業者創新發展方向之建議。
- 掌握數位科技、社群網路、雲端運算及巨量資料等金融科技所引發之金融創新趨勢，協助業者轉化為競爭優勢，提出創新經營模式與競爭策略。
- 開拓金融產業新藍海，協助業者發展新的商業模式、風險控管、營運型態與商品規劃，並提供主管機關金融創新經營環境整體政策參考。

## 編製結果
- 2016年第三季金融業創新指數編製結果，台灣銀行業的創新表現優於上季(基期)，指數為102.24。[2]從分項指標來看，其中投入面以「研究與發展」分項進步最多，其次為「人力資源、員工訓練」；產出面則以「行動金融」創新之提升幅度最大。
- 2017年第三季總體金融創新指數為103.73，台灣銀行業之總體創新程度優於2016年(新版權重調整後指數為100.64)，其中投入面幾乎普遍較去年進步，產出面則集中於「科技金融」創新之提升。[3]

## 外部連結
台灣金融研訓院